# 淮州 (南梁)
淮州，是南北朝的州。
南朝梁普通八年（527年），改西豫州置淮州，梁武帝太清元年（547年）改淮州置西淮州，治所在白狗堆（今河南省正阳县西南）。下辖淮川郡，辖区相当于河南省正阳县、息县附近。东魏武定七年（549年）侯景之乱，西淮州被东魏占领，改名东豫州。 